# Абрамов, Николай Александрович (военный)
Никола́й Алекса́ндрович Абра́мов (20 декабря 1924 — 4 августа 1976) — участник Великой Отечественной войны, командир отделения 7-го гвардейского Перемышльского кавалерийского полка 2-й гвардейской Крымской дважды Краснознамённой ордена Богдана Хмельницкого кавалерийской дивизии имени СНК УССР 1-го гвардейского кавалерийского корпуса 1-го Украинского фронта, Герой Советского Союза (1945), гвардии сержант.

## Биография
Родился 20 декабря 1924 года в селе Чупрово Торжокского района, ныне Тверской области в семье крестьянина. Русский. Образование начальное. Работал в колхозе.
В Красной Армии с июля 1942 года. Участник Великой Отечественной войны с августа 1942 года. В апреле 1945 года ранен и контужен.
В боях дивизии на реке Жиздре в 1942 году Николай Абрамов проник в тыл противника, выдержал неравную схватку с гитлеровцами, остался невредим и привёл в штаб двух «языков».
В 1943 году в районе Слипчицы, пропустив свою часть, отходившую на новый рубеж, он, использовав немецкие мины, успел установить 35 мин. На другой день на них подорвались пять немецких танков. За храбрость был награждён орденом Славы 3-й степени.
Командуя отделением 7-го гвардейского Перемышльского кавалерийского полка (2-я гвардейская Крымская дважды Краснознамённая ордена Богдана Хмельницкого кавалерийская дивизия имени СНК УССР, 1-й гвардейский кавалерийский корпус, 1-й Украинский фронт) гвардии сержант Николай Абрамов в феврале 1945 года участвовал в отражении ряда контратак, нанеся врагу большой урон.
Особенно отличился 24—25 апреля 1945 года при форсировании реки Эльба в районе города Майсен (Германия).
Указом Президиума Верховного Совета СССР от 27 июня 1945 года за образцовое выполнение боевых заданий командования на фронте борьбы с немецко-фашистскими захватчиками и проявленные при этом мужество и героизм, гвардии сержанту Николаю Александровичу Абрамову присвоено звание Героя Советского Союза со вручением ордена Ленина и медали «Золотая Звезда» (№ 7912).
Демобилизован в конце 1945 года. Жил и работал в Ленинграде. Скончался 4 августа 1976 года. Похоронен на Богословском кладбище в Ленинграде.

## Награды
- Медаль «Золотая Звезда» Героя Советского Союза № 7912
- Орден Ленина
- Орден Красной Звезды
- Орден Славы III степени
- Медали

## Память
В селе Яконово Абрамову Николаю Александровичу установлена мемориальная доска.